# Háromrevuca
Háromrevuca (szlovákul Liptovské Revúce) község Szlovákiában, a Zsolnai kerületben, a Rózsahegyi járásban. Alsó-, Felső- és Középrevuca egyesülésével jött létre. 1899-ben a Háromrőce nevet kapta.

## Fekvése
Rózsahegytől 24 km-re délnyugatra, a Revuca-patak partján fekszik.

## Története
Revucát 1233-ban említik először, amikor II. András király „Terra Reucha” földjét a Hudka családnak adja. Később Rózsahegy város oklevelében szerepel „Reuce” alakban. Az oklevél azt is megemlíti, hogy lakói a környék hegyeiben rezet bányásznak, illetve szénégetéssel foglalkoznak. Az ércbányászat megszűnésével 1560 körül lakossága kicserélődik. A bányászok helyére új telepesek jöttek, akik mezőgazdasággal, állattartással foglalkoztak.
A mai település a Revuca patak felső folyása mentén a 16.-17. században keletkezett Alsó-, Felső- és Középrevúca egyesülésével. 1625-ben a likavkai urbárium Alsó- és Középrevúcát még Hricskó néven említi 10 házzal és 16 családdal. Fél évszázaddal később, 1671-ben „Tri Revuca” néven egyesítik a három korábbi települést. Régi fatemploma 1694-ben épült.
A 18. század végén Vályi András így ír róla: „Alsó, Felső, és Középső Revucza. Liptó Várm., földes Urok a’ Kir. Kamara, lakosaik katolikusok, ’s másfélék, fekszenek hegyek között, patakjok mellett, határbéli földgyeik hegyesek, kövesek, hidegek, és soványas, piatzoktól is távol esnek.”
A fatemplom helyére építették 1819-ben a mai templomot. 1828-ban 71 házában 489 lakos élt.
Fényes Elek 1851-ben kiadott geográfiai szótárában így ír a falukról: „Alsó-Revucza, tót falu, Liptó vmegyében, 447 kath. lak. Felső-Revucza, tót falu, Liptó vmegyében, 546 kath. lak. Közép-Revucza, tót falu, Liptó vmegyében, 486 kath., 2 evang. lak. Kath. paroch. templom. Mind a három falu a Rozenbergről Beszterczebányára vivő postaútban fekszik. Határuk nagy de hegyes, s sziklás, erdős és igen sovány; leginkább juhtartásból élnek. F. u. a kamara. Ut. p. Oszada.”
A trianoni diktátumig Liptó vármegye Rózsahegyi járásához tartozott.

## Népessége
| Év:            | 1994. | 2004.   | 2014.   | 2024.   |
| -------------- | ----- | ------- | ------- | ------- |
| Emberek száma: | 1790  | 1686    | 1571    | 1442    |
| Eltérés:       |       | -5,81 % | -6,82 % | -8,21 % |

| Év:            | 2023. | 2024.   |
| -------------- | ----- | ------- |
| Emberek száma: | 1463  | 1442    |
| Eltérés:       |       | -1,43 % |

1910-ben 2072, túlnyomórészt szlovák lakosa volt.
2001-ben 1733 lakosából 1729 szlovák volt.
2011-ben 1635 lakosából 1540 szlovák.

## Nevezetességei
- Barokk római katolikus temploma 1819-ben épült.
- A településnek saját népviselete és gazdag népi hagyományai vannak.
- Környéke különösen alkalmas a téli sportolásra, több sípálya és kiszolgáló létesítmény várja a téli sportok kedvelőit.

## Külső hivatkozások
- http://revuce.sk/hu/
- Községinfó
- Háromrevuca az Alacsony-Tátra honlapján
- Háromrevuca Szlovákia térképén
- E-obce.sk